# Gran Turismo
Gran Turismo er et racerspil som blev udgivet til PlayStation, og blev senere stamfar far til Gran Turismo-serien, der foruden denne består af Gran Turismo 2, 3, 4, 5, 6 og GT Sport.